# بلاسجين
بلاسجين هي قرية في مقاطعة سراب، إيران. عدد سكان هذه القرية هو 253 في سنة 2006.